# Eustomias paxtoni
Eustomias paxtoni är en fiskart som beskrevs av Clarke 2001. Eustomias paxtoni ingår i släktet Eustomias och familjen Stomiidae. Inga underarter finns listade i Catalogue of Life.